# Bad Mondorf
Bad Mondorf (luxemburgisch Munnerefⓘ, französisch Mondorf-les-Bains) ist eine Gemeinde im Großherzogtum Luxemburg. Diese gehört zum Kanton Remich. Bekannt ist der Ort vor allem durch das Thermalbad und das einzige Spielcasino Luxemburgs.

## Gemeindeteile
Die Gemeinde besteht aus den Ortsteilen
- Altwies
- Bad Mondorf (Kernort)
- Ellingen (franz. Ellange)

## Politik
Die Gemeinde wird von der liberalen DP regiert, welche im Gemeinderat durch eine absolute Mehrheit vertreten ist.
Bei den Kommunalwahlen im Juni 2023 traten vier Parteilisten an, wovon alle den Einzug in den Gemeinderat schafften.
| Partei                                             | Sitze: 11 | Stimmenanteil | Stimmenanteil |
| -------------------------------------------------- | --------- | ------------- | --- |
| Demokratesch Partei (DP)                           | 7         | 52,62 %       | Gemeinderatswahl Bad Mondorf 2023 %6050403020100 52,62 % (+2,40 %p)20,95 % (−4,91 %p)14,02 % (−1,06 %p)12,41 % (+3,57 %p) DPCSVGréngLSAP20182023 |
| Chrëschtlech-Sozial Vollekspartei (CSV)            | 2         | 20,95 %       | Gemeinderatswahl Bad Mondorf 2023 %6050403020100 52,62 % (+2,40 %p)20,95 % (−4,91 %p)14,02 % (−1,06 %p)12,41 % (+3,57 %p) DPCSVGréngLSAP20182023 |
| Déi Gréng                                          | 1         | 14,02 %       | Gemeinderatswahl Bad Mondorf 2023 %6050403020100 52,62 % (+2,40 %p)20,95 % (−4,91 %p)14,02 % (−1,06 %p)12,41 % (+3,57 %p) DPCSVGréngLSAP20182023 |
| Lëtzebeurger Sozialistesch Aarbechterpartei (LSAP) | 1         | 12,41 %       | Gemeinderatswahl Bad Mondorf 2023 %6050403020100 52,62 % (+2,40 %p)20,95 % (−4,91 %p)14,02 % (−1,06 %p)12,41 % (+3,57 %p) DPCSVGréngLSAP20182023 |

## Städtepartnerschaften
Es bestehen Städtepartnerschaften zu folgenden Gemeinden:
- Bad Homburg vor der Höhe – Deutschland
- Cabourg – Frankreich
- Chur – Schweiz
- Mayrhofen – Österreich
- Terracina – Italien
- Vale de Cambra – Portugal

## Geschichte
Bis der Vertrag von Versailles zwischen Frankreich und Österreich Mondorf 1769 teilte, gab es hier nur einen einzigen Ort. Dieser soll bereits 960 als „Muomundorf“ in einer Urkunde erscheinen, die aber kein Autor nennen kann, da sie in keinem der großen Urkundenverzeichnisse enthalten ist. Heinrich Beyer nennt Mondorf in Anhang 10 seines „Mittelrheinischen Urkundenbuchs“ („Urkundenbuch zur Geschichte der ... Regierungsbezirke Coblenz und Trier ...“, Koblenz 1875, S. 348), als das Kloster Mettlach hier zwischen dem 10. und dem 12. Jahrhundert Besitz „in uilla Wihsi iuxta uillam Muomundorf“, also im Ort Altwies nahe dem Ort Mondorf, erhält. Eine genauere Angabe für eine Ersterwähnung Mondorfs kann ein Historiker nicht machen, während die Gemeindeteile Altwies und Ellange schon 811/2 bzw. 768/9 als Besitz des Klosters Echternach erscheinen (Regnum Francorum online, Echternach Nr. 129 bzw. 060). Der Ort gehörte zum Bistum Metz. Mondorf soll dann 1030 als „Mamendorf“ und 1060 als „Muomendorph“ erwähnt worden sein, bevor es dann 1681 seinen heutigen Namen „Mondorf“ bekam (www.mondorff.fr, visitmondorf.lu). Durch den Vertrag von Versailles vom 16. Mai 1769 zwischen Frankreich und Österreich wurde die Grenze zwischen den Österreichischen Niederlanden und dem französischen Königreich neu festgelegt und dabei im Artikel XVIII der Ort Mondorff in das französische Mondorff und das luxemburgische Mondorf-les-Bains längs dem Flüsschen Gander aufgeteilt. Siehe dazu auch Liste geteilter Orte, doch ist diese Staatsgrenze schon lange unsichtbar geworden. Das luxemburgische Mondorf erhielt 1847 ein Thermalbad und nennt sich seit 1878 amtlich Mondorf-les-Bains. Das Casino wurde 1852 eröffnet. 1945 waren Reichsmarschall a. D. Hermann Göring und einige seiner Getreuen vorübergehend hier in einem inzwischen abgerissenen Hotel interniert.
Der Ortsname leitet sich angeblich von Muomina, einer Nichte Karls des Großen, ab. Beweise für einen Aufenthalt karolingischer Herrscher oder ihrer Frauen gibt es aber weder hier noch in anderen Orten Luxemburgs.

### Camp Ashcan
Ashcan oder Camp Ashcan (englisch für Ascheimer) war der Codename eines früher geheim gehaltenen alliierten Gefangenenlagers unter amerikanischer Führung (offiziell: Central Continental Prisoner of War Enclosure No. 32) zum Ende des Zweiten Weltkriegs, das im Palace Hotel in Mondorf eingerichtet war. Hier wurden zwischen Mai und September 1945 fast alle bis dahin gefangenen Nazigrößen wie Göring, Ribbentrop und Streicher sowie hochrangige Militärs wie Alfred Jodl festgehalten und verhört, bevor sie nach Nürnberg vor das Kriegsverbrechertribunal gebracht wurden.
Ganz geheim konnten die Amerikaner jedoch nicht halten, was sich hinter dem Stacheldraht abspielte: Mondorfer Zeitzeugen gaben an, als Kinder in den großen Ferien dort um das Lager geschlichen zu sein, um „die Göringe zu beobachten“.
Nachdem die Häftlinge im September 1945 nach Nürnberg gebracht worden waren, wurde das Camp Ashcan aufgelöst. Einige Jahrzehnte lang diente das Gebäude noch als Hotel, bevor es 1988 abgerissen wurde, um Platz für das moderne Thermalbad zu machen.

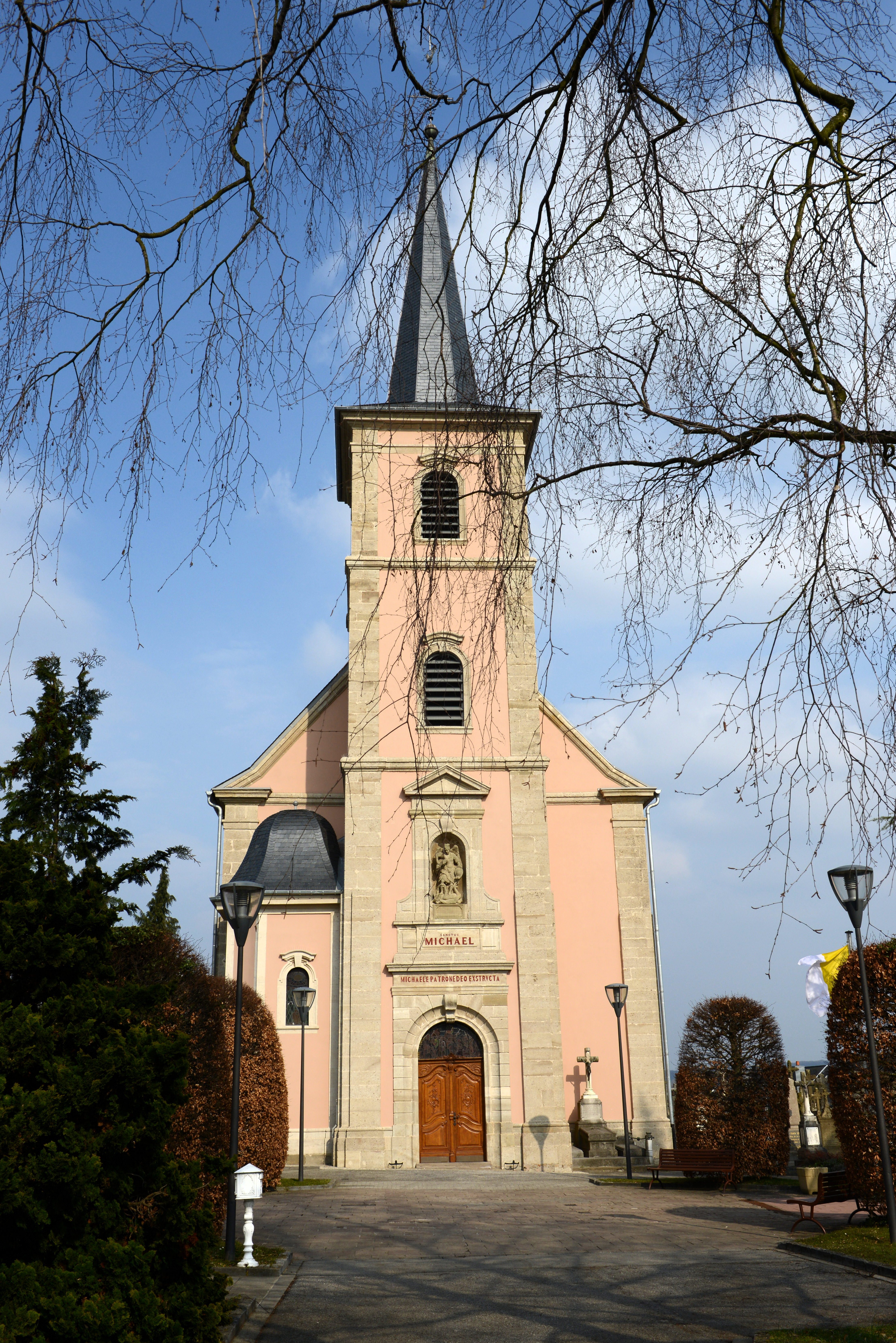
Kirche
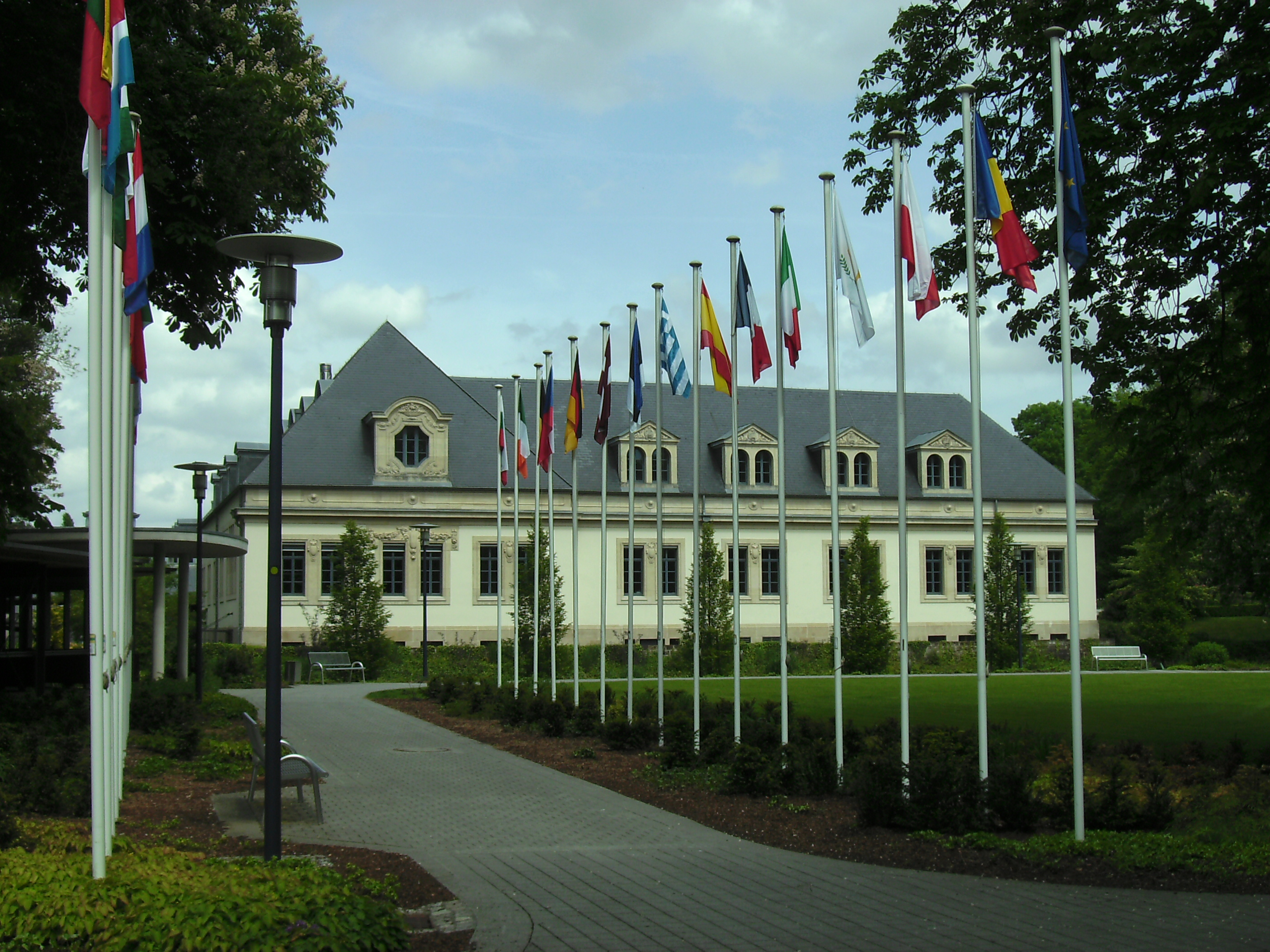
Kurhaus im Kurpark
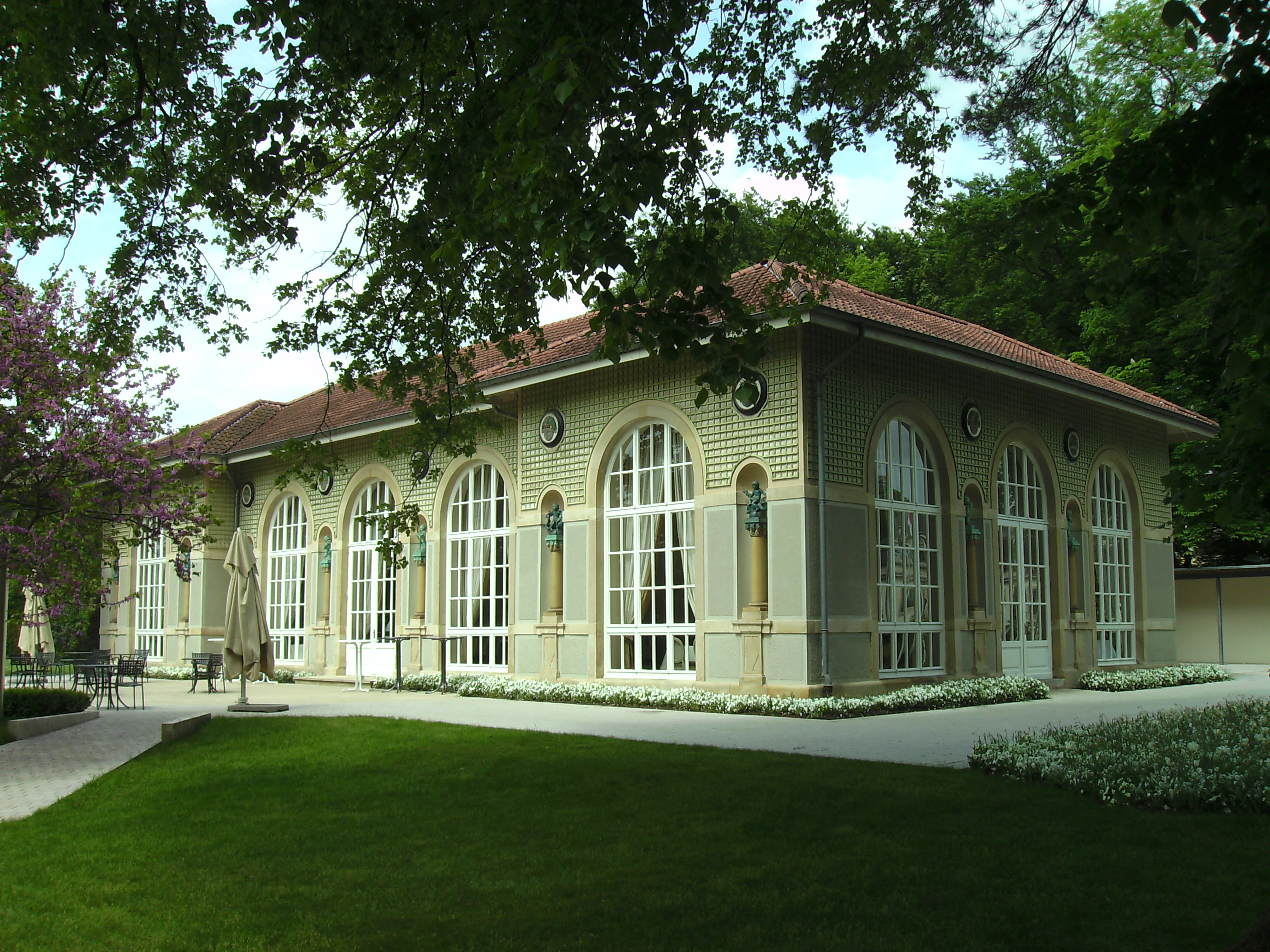
Alte Trinkhalle im Kurpark
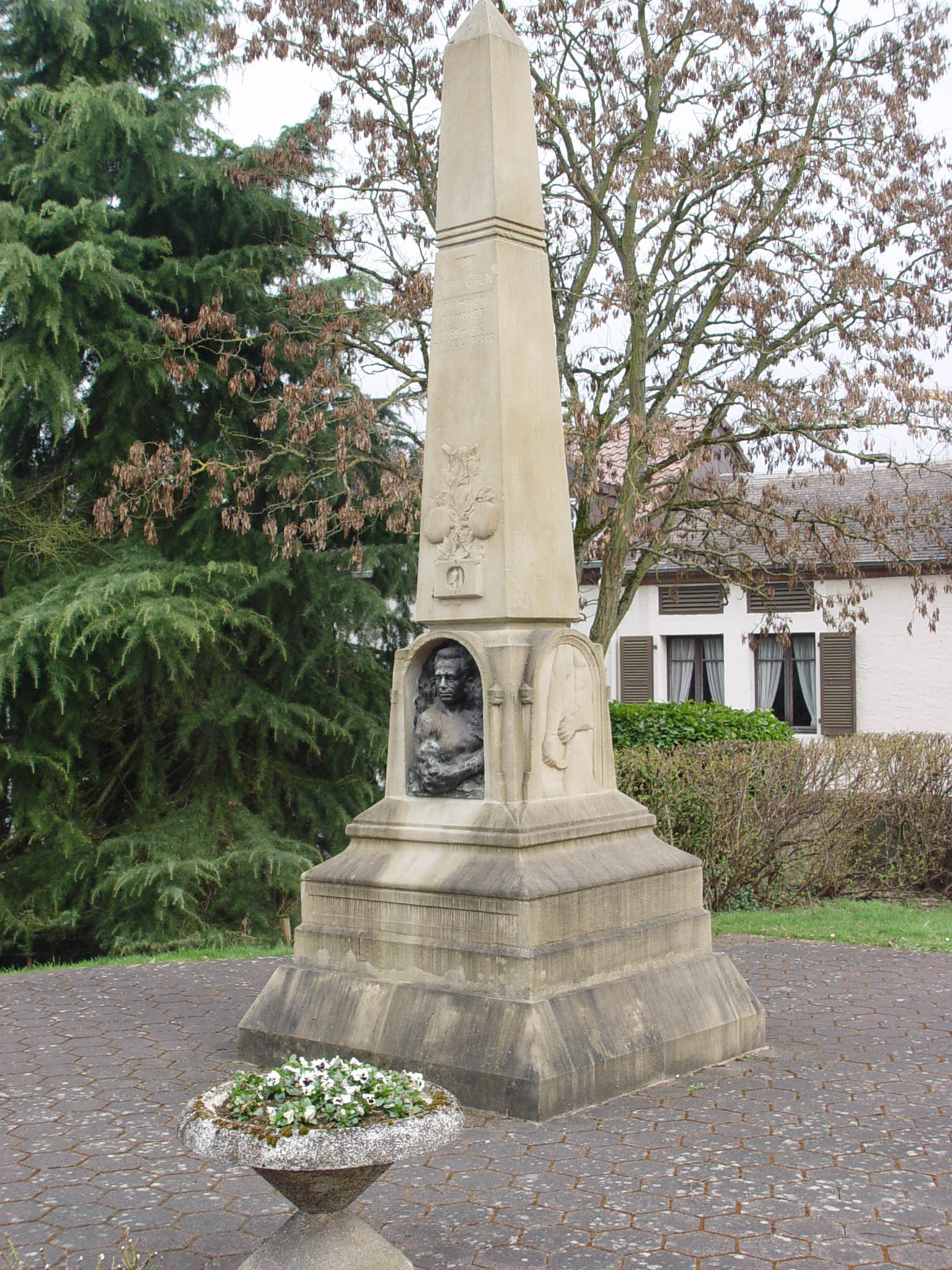
John-Grün-Monument

## Sport
Bad Mondorf war zweimal – 1989 und 1995 – Ausrichter der Europameisterschaften im Dressurreiten. Von 1983 bis 2002 wurde (mit Ausnahme der Europameisterschaftsjahre) ein internationales Spring- und Dressurreitturnier ausgetragen. In den Jahren 2003 und 2008 fand hier das CDIO***-Turnier Luxemburgs einschließlich eines Dressur-Nationenpreises statt. Außerdem war Bad Mondorf Startort einer Etappe der Tour de France 2017.
siehe hierzu auch: Liste der Europameister im Dressurreiten

## Persönlichkeiten
- John Grün (1868–1912) war ein Luxemburger Kraftmensch, der seinerzeit als der stärkste Mensch der Welt galt.
- Auguste Liesch (1874–1949) war ein Luxemburger Jurist, Politiker & Schriftsteller, bekannt für sein Werk „d’Maus Ketti“.
- Jeff Strasser (* 1974), ehemaliger Fußballspieler, spielte in der deutschen Bundesliga und für die luxemburgische Nationalmannschaft.
- Fränk Schleck (* 1980) ist ein ehemaliger luxemburgischer Profi-Straßenradrennfahrer.
- Andy Schleck (* 1985) ist ein ehemaliger luxemburgischer Profi-Straßenradrennfahrer.